# 憤怒的小鳥季節版
憤怒鳥季節版，是愤怒的小鸟系列的第二個遊戲，由Rovio娛樂開發的益智遊戲，于2010年9月萬聖節前夕推出，可在Android、Microsoft Windows等平台上運行。

## 玩法
和《愤怒的小鸟》一樣，在遊戲中，玩家通过控制彈弓發射小鳥來打擊建築物和绿皮豬，並以摧毀關卡中所有的绿皮猪為最終目的。 就像在最初的“愤怒的小鸟”中一样，玩家使用弹弓在附近的建筑物上发射各种各样的鸟类，目的是击中位于其上或内部的目标。 
主要目标是猪，如果直接射击或通过其他策略，它们可以被击败，例如：被鸟击中而落在猪上的结构，可以击败它。 小型猪很弱，很容易被击败，而较大的猪可以承受更多的伤害。 每个级别包代表一个不同的“季节”，通常基于不同的主题和假期。 不同级别包具有每个独特的主题，有时甚至是不同的游戏玩法。

## 概要與遊戲章節
《愤怒的小鸟》在2010年推出，而该独立的版本不能扩展，所以在2010年9月万圣节前夕推出了《愤怒的小鸟季节版》，目前有22个章节：            
- 2010年10月，Rovio發佈了《憤怒鳥》的萬聖節特別版，和主程式分離，也包含新的關卡，而新的關卡中則包含萬聖節相關的音樂和圖像[2]。同年12月，Rovio發佈聖誕節特別版，引入了以聖誕節為主題的25個關卡，每天發佈其中的一關[3][4]；所有版本都包含以前独有的万圣节级别，并作为单独的独立付费应用程序提供，但免费的，含有广告的安卓版本除外；iOS上的愤怒的小鸟万圣节用户免费获得季节级别升级。万圣节版本被赋予剧集标题「捣蛋」，而圣诞节剧集的标题是「季节的贪婪」。
- 2011年（7个）：再推出此遊戲的情人節、聖派翠克節、復活節、和夏日版本[5][6][7][8]。接著還有中秋節版[9]、萬聖節2特別版（和去年一樣）[10]、聖誕節2版；2011年2月，Rovio发布了“愤怒的小鸟季节”的情人节更新，名为“Hogs and Kisses”，包括新的主题级别和图形，以及通过Facebook发送“愤怒的小鸟”主题情人节消息的选项。[11]2011年3月，Rovio发布了一个名为“Go Green，Get Lucky”的新圣帕特里克节更新，[12]随后于2011年4月举行了复活节更新，题为“复活节彩蛋”[13]和夏季更新，“Summer Pignic”，2011年6月。[14]2011年9月，“月饼节”与中国中秋节一同发布。 2011年10月，“Ham'O'Ween”发布并推出了一种新的橙色鸟，称为泡泡。2011年12月，“Wreck the Halls(破坏大厅）”发布了25个圣诞主题级别，并安排在Advent日历环境中。
- 2012（6个）：春節特別版[15]、櫻花盛放版與夏天版[16][17]、猪克兰蒂斯（猪猪海洋）、返校季（9月推出，此版本新增了粉紅色小鳥。）、万圣节3、圣诞节3（12月，Rovio第三次推出此遊戲的聖誕節版，同樣地每天發佈其中的一關）；2012年1月开始，“龙年”发布；这是关于中国新年。它取代了Mighty Eagle，Mighty Dragon，它可以阻止所有的猪群；它是免费使用的。 2012年2月28日宣布了日本樱花盛季，发布日期为2012年3月7日。2012年6月，愤怒的小鸟季节增加了他们的第12季，Piglantis。[18]它于6月14日推出，是第二集夏季剧集（第一集是Summer Pignic）。 “愤怒的小鸟”中的主要新功能：Piglantis[19]是流体物理学：鸟类、木材和玻璃會浮在水上，而猪和石头會沉入水中，直到它们被击败。2012年8月，又增加了“返校”，介绍了粉红鸟斯特拉。2012年10月，当鬼屋被发布并成为该系列中的第3集万圣节。它增加了鬼块，除了鸟和猪之外，所有物品都可以看到它们，除非它们在里面。12月1日，Winter Wonderham发行，是该系列的第3集圣诞节。与其他圣诞节剧集一样，它被设置为降临节日历。它引入了光滑的蓝色冰，这使得木头、冰块、石头、鸟类和猪只在接触时滑落。
- 2013年：《憤怒鳥》推出魔術版，其中加入了魔術元素。同年推出了兩個新遊戲章節：马戏节、圣诞节4北极探险；2013季节版开始于2013年5月，当时根据世界马戏团日发布的Abra-Ca-Bacon；主題是魔術，並加入了魔术门户，它可以传送材料、鸟类、或猪从一个门户到另一个。2013年12月，北极蛋节发布，第4个圣诞插曲，它再次设置为一个来临日历，每天解锁一个级别，或全部解锁与应用程序内购买。第3季或2013季是季节中最短的一集，只有两集。
- 2014(3个)：南猪洲，NBA版、圣诞节5芬兰冰世界；2014赛季开始于2014年7月与南美洲和猪日，一个情节，每周解锁水平。通过此更新，季节被重命名显示发布年份，如"2011 年赛季"。2014年10月9日，为了庆祝NBA总冠军，游戏更新了"哈姆邓克"。2014年10月27日，访问芬兰Twitter帐户发布了一张图片，显示泰伦斯沿着一只相像的鸟在游泳池中游泳，颜色为蓝色，名为"托尼蓝"，标题为"在芬兰冰上"，这是第 5 集圣诞插曲。推特还提到了芬兰乐队金属启示录，他为那一集播放主题音乐。通过此更新，剧集被安排到发布年份,而不是以前那样；"冬季奇迹"情节，这是在2013年赛季，被转移到2012年赛季，作为该情节在2012年发布。
- 2015（5个）：NBA全明星賽、热带猪天堂、NBA總冠軍賽版、万圣节4入侵蛋掠奪者、圣诞节6滑雪和尖叫；2015年季节版在2015年2月响起，第二部分被添加到哈姆邓克——"全明星周末2015"，扩大世界到60个级别(超过诡计或款待，有45级)，此更新允许玩家使用冲击波(电弹)免费，但只有在哈姆邓克和有限的时间。4月30日，一个热带世界设置在一个未指明的太平洋岛屿上。为了纪念罗维奥与国际鸟类生命组织合作拯救太平洋鸟类，世界被加入其中。6月，第三次哈姆邓克更新，庆祝总决赛，最终扩大哈姆邓克的总水平到67。最后，在2015年10月，一个50年代的电影主题世界被添加到评选中，标题为"抢蛋者入侵"，不仅带来了一个新的世界，還新增服装系統，可在寻宝中解锁，让玩家通过级别搜索他们完成了某些项目，一旦发现3个项目(在获得物品和8小时等待获得一个新的任务之间有16小时的等待)，他们将收到服装，允许鸟类(可选)在游戏期间穿衣服。更新中的另一个新功能是上电测试区，它允许玩家测试PowerUps(使用无限)。最后，为了结束2015年，增加了"滑雪或尖叫"(在通常的来临日历风格)，发生在一个寒冷的山顶。
- 2016（6个）：情人节2仙女豬媽媽、瑪麗腿圖瓦內特、夏令營、豬萊塢工作室(第一部分、第二部分)、萬聖節5、聖誕節7維京傳說。

## 外界評價
Metacritic給予《憤怒鳥季節版》6.7分（滿分10分）的分數。GameSpot.com的玩家認為此遊戲並不是憤怒鳥系列中最好的版本，但給予良好的評分。

## 外部連結
- Google Play Store中的《憤怒鳥季節版》 （页面存档备份，存于）
- 官方網站（页面存档备份，存于）